# Boguchwała (gmina Kikół)
Boguchwała – wieś w Polsce, w województwie kujawsko-pomorskim, w powiecie lipnowskim, w gminie Kikół.
Do 31 grudnia 2024 miejscowość była częścią wsi Kikół-Wieś.